# 莫斯克鲁埃拉
莫斯克鲁埃拉，是西班牙阿拉贡自治区特鲁埃尔省的一个市镇。总面积265平方公里，总人口712人（2001年），人口密度3人/平方公里。